# 鏡島大橋
鏡島大橋（かがしまおおはし）は、岐阜県岐阜市の長良川にかかる岐阜県道77号岐阜環状線の桁橋である。
片側2車線の橋である。かつては江口の渡しという渡し船が存在したが、鏡島大橋開通により廃止された。

## 概要
- 供用開始：
  - 1973年（昭和48年）4月（片側1車線での暫定供用）
  - 1974年（昭和49年）4月（片側2車線化）
- 延長： 314.3m
- 幅員： 19.5m
- 橋梁形式：三径間連続箱桁1連、単純合成箱桁2連
- 所在地：岐阜県岐阜市鏡島 - 菅生